# Tatort: Hände hoch, Herr Trimmel!
Hände hoch, Herr Trimmel! ist ein deutscher Fernsehkrimi des NDR und wurde am 4. Mai 1980 im Deutschen Fernsehen ausgestrahlt. Es ist die 112. Folge der Kriminalreihe Tatort und der zehnte Fall von Hauptkommissar Paul Trimmel, gespielt von Walter Richter. Trimmel hat es mit einer unbekannten männlichen Leiche und den Alleingängen seines schwierigen Assistenten Höffgen zu tun.

## Handlung
Trimmel und sein Team werden zum Fundort einer nahezu skelettierten Leiche gerufen, diese lag monatelang am Fundort. Trimmels Assistent Kriminalhauptmeister Höffgen zieht unterdessen während seines Bereitschaftsdienstes durch die Hamburger Nachtszene und macht die Bekanntschaft der frisch geschiedenen Helga Martini, die der „besseren“ Gesellschaft angehört. Höffgen geht mit zu Helga, diese gesteht Höffgen gegenüber, dass sie eine Betrügerin sei. Sie habe sich von ihrem Mann Klaus getrennt und Unterhalt von ihm kassiert, dann habe sie einen neuen Mann geheiratet. Dieser hatte vor der Eheschließung DM 150.000 für ein gutes Geschäft von ihr haben wollen, sie sollte sich von ihrem Mann dafür ausbezahlen lassen. Sie willigte ein, heiratete aber bereits, bevor der Vertrag unterschrieben war, so dass sie zum Zeitpunkt des Vertragsschlusses keinen Anspruch mehr auf das Geld gehabt hätte. Ihr neuer Mann Charles Schriller war allerdings ein Heiratsschwindler, der mit dem Geld verschwunden ist und behauptet hat, das Geld verspekuliert zu haben. Als sie ihm mit Anzeige drohte, hat er ihr gedroht, sie hänge wegen des Betruges ihrem Ex-Mann gegenüber mit drin und er werde dann auch sie anzeigen. Höffgen kann ermitteln, dass dieser als Heiratsschwindler in diversen Fällen von der Polizei gesucht wird.
Trimmel erfährt unterdessen, dass die männliche Leiche ca. 50 Jahre alt ist und seit mindestens drei Monaten tot ist, der rechte Ringfinger war ihm abgeschnitten worden. Im Schädel wurde ein deformiertes Projektil gefunden, das Kaliber ist nicht mehr eindeutig feststellbar. Trimmel ist zudem außer sich über die Undiszipliniertheit seines Assistenten Höffgen in der Vornacht, er weist diesem allerdings den Fall zu. Höffgen ermittelt, dass es sich bei der Leiche um einen Max Prange aus Kassel handelt, behält dieses Wissen allerdings für sich. Er vermutet eine Erpressung durch das Mordopfer als Motiv. Seiner neuen Freundin Helga verspricht er, sich während seiner Ermittlungen in Kassel unauffällig auch um ihren flüchtigen Heiratsschwindler kümmern und ihn in eine Falle locken zu wollen. Trimmel misstraut mittlerweile seinem Assistenten und vermutet richtig, dass eine Frau hinter seinem Verhalten stecken könnte. Er setzt Petersen auf seinen Freund an, dieser willigt ungern ein. Höffgen sucht in Kassel Pranges Frau auf, mittlerweile wohnt Pranges Freund, der Frührentner Franz Rossko, bei ihr. Höffgen informiert Rossko über Pranges Tod, dieser räumt auf Nachfrage ein, dass ihm sein Freund Erpressungen in der Vergangenheit gestanden hatte, Pranges Frau wisse davon aber nichts. Rossko sagt Höffgen zu, sich umzuhören, ob sein Freund in letzter Zeit diesbezüglich wieder aktiv war.
Petersen findet bei Gründler, dem Gastgeber der Party, auf der Höffgen Helga Martini kennen lernte, den Namen von Höffgens neuer Freundin heraus und forscht über sie nach. Höffgen hat unterdessen in Frankfurt Schriller ausfindig gemacht, der sich nunmehr Lautenbach nennt. Zurück in Kassel trifft er sich mit Rossko, der tatsächlich herausgefunden hat, dass am Tag nach Pranges Verschwinden ein Pelzhändler von Kassel nach Hamburg gefahren sei. Prange habe diesen, Fritz Weinrich, erpresst, da Prange wusste, dass Weinrich gestohlene Pelze in der Vergangenheit so umfrisierte, dass er sie legal verkaufen konnte. Nur eine Woche später hatte Weinrich nach einem leichten Unfall seinen Wagen verschrotten lassen und sich einen neuen Wagen gekauft. Rossko vermutet, dass Weinrich Pranges Leiche im Kofferraum nach Hamburg transportiert hatte und dies vertuschen wollte. Prange hatte eine Waffe, diese könnte die Tatwaffe gegen ihn selbst gewesen sein. Höffgen erfährt von Helga, dass ihr Ex-Mann in der Nähe von Kassel ein Jagdhaus hat. Höffgen desinformiert seinen Vorgesetzten Trimmel und schreibt einen Bericht, dass Charles Schriller die Leiche gewesen sei. Er plant, Weinrich und Schriller zum Jagdhaus von Martini zu locken und sie so gegeneinander auszuspielen, dass er beide erpressen kann. Er ruft Schriller an, gibt sich als Weinrich aus und will von ihm DM 250.000 für dessen Heiratsschwindeleien haben, er habe ihm Erklärungen der geprellten Frauen zu verkaufen, dass Schriller nicht der gesuchte Heiratsschwindler sei. Anschließend ruft er Weinrich an und fragt ihn nach Prange. Er gibt sich als Schriller aus und sagt ihm, dass er von dessen Mord an Prange weiß, er verlangt DM 150.000,- von ihm. Trimmels neue Assistentin Stiller und Petersen sinnieren derweil über Höffgens Bericht und stellen Ungereimtheiten fest. Stiller kommt es merkwürdig vor, dass der Tote der neue Ehemann von Höffgens neuer Freundin sein soll.
Trimmel und Stiller suchen Helga auf, als diese gerade mit Höffgen telefoniert, als dieser die Erpressung im Jagdhaus vorbereitet. Die Beamten sagen Helga auf den Kopf zu, dass Höffgen einen privaten Rachefeldzug gegen Schriller plant. Sie können Helga dazu bewegen, ihnen von Höffgens Plan zu erzählen, nachdem der Versuch, Höffgen zu telefonisch zu erreichen, scheitert, fahren die Beamten mit Helga dorthin, um Schlimmeres zu verhindern. Unterdessen treffen Schriller und Weinrich beim Landhaus ein, Höffgen versteckt sich vor den beiden. Weinrich und Schriller treffen sich im Jagdhaus, die beiden halten sich wie von Höffgen geplant gegenseitig für Erpresser, als Schriller eine Waffe zieht, ist Weinrich schneller und schießt Schriller in die Schulter, danach wirft er Schriller vor, Prange umgebracht zu haben, er, Weinrich habe Prange eine Menge Geld bezahlt und lasse sich jetzt nicht von einem Freund Pranges nochmal erpressen. In diesem Moment geht Höffgen dazwischen, im Geldkoffer von Schriller findet er Zeitungspapier, in dem von Weinrich immerhin DM 100.000. Weinrich versichert Höffgen, dass er Prange das Geld übergeben habe und dieser lebend fortgegangen sei. In diesem Moment erreichen Trimmel und Stiller das Jagdhaus, Trimmel geht hinein, der maskierte Höffgen bedroht seinen Vorgesetzten mit einer Waffe. Als Stiller hinzukommt, kann Trimmel Höffgen entwaffnen, Stiller verhindert, dass Höffgen sich demaskiert. Weinrich gibt seine Pelzmanipulationen zu, bestreitet aber den Mord an Prange, Höffgen flieht unterdessen mit der Billigung von Trimmel und Stiller. Er fährt zu seinen Kasseler Kollegen, um sich über den Unfall von Weinrich vor einigen Monaten zu informieren, dort findet er heraus, dass der Unfall schwer und Weinrichs Wagen tatsächlich ein Totalschaden war.
Höffgen sucht Frau Prange auf, diese gibt schließlich zu, von den Erpressungen ihres Mannes gewusst zu haben und auch, dass ihr Mann ermordet worden ist. Rossko hat ihr erzählt, dass er mit Prange zur Erpressung gefahren sei, Prange habe kein Geld erhalten, sei aber erschossen worden und in Rosskos Armen gestorben. Prange habe Rossko sterbend gesagt, er solle sich um seine Frau kümmern. Rossko war zu ihr gekommen und hat ihr Pranges Ehering übergeben. Somit ist Rossko überführt, da Prange ja der Ringfinger abgeschnitten worden war. Rossko kommt hinzu und Höffgen nimmt ihn fest und ihm die Pistole ab, mit der dieser Prange erschossen hat. Höffgen sorgt mit seiner Aussage vor Gericht für die Verurteilung Rosskos als Mörder, Trimmel will sich danach für Höffgen beim Innensenator einsetzen.

## Einschaltquote und Hintergrund
Die Folge erreichte bei ihrer Erstausstrahlung 16,07 Mio. Zuschauer und somit einen Marktanteil von 48,00 %. Sie wurde im September und Oktober 1979 in Hamburg und Umgebung sowie in Bonn gedreht.

## Kritik
TV Spielfilm bewertete den Film positiv und urteilte: „Flotter als ‘Flieges’ spätere Auftritte“.